# Посумові
Посумові (Pseudocheiridae) — родина ссавців з когорти сумчасті (Marsupialia), що містить 20 сучасних видів. Посумові є рослиноїдними і, як правило, деревними; один вид харчується майже виключно нектаром і пилком квітів, а один вид має мембрану для ширяння в повітрі. Представники родини населяють Австралію, Тасманію, Нову Гвінею та довколишні острови. Довгий час вони вважались приналежними до родини кускусових. 

## Морфологія
Морфометрія. Довжина голови й тіла: 163–480 мм, довжина хвоста: 170–550 мм, вага: 0,5–2 кг. Зубна формула: 3/2, 1/0, 3/3, 4/4 = 40.
Опис. Посумові мають сильний чіпкий хвіст, але хвіст найбільшого сумчастого планериста, Petauroides volans слабо чіпкий і в основному використовується як кермо під час ширяння. Усі посумові мають кутні зуби, на яких знаходиться низка гострих гребенів, що використовуються при розтиранні листя. Мікробна ферментація відбувається у великій сліпій кишці й допомагає при переробці рослинного матеріалу. Pseudocheirus peregrinus також практикує копрофагію, щоб отримувати більше поживних речовин з їжі. Волосяний покрив може бути вовнистим чи шовковистим. Незвичайний  Pseudochirops archeri має волосяний покрив, який здається зеленим, хоча насправді є поєднанням чорного, жовтого та білого волосся.

## Поведінка
Всі члени родини посумових (Pseudocheiridae) деревні. Один рід досяг ковзної здібності через розвиток мембран, що з'єднують передні й задні кінцівки. Цей рід, Petauroides, має аналогічні філогенетичні позиції, що й Petaurus у родині тагуанових (Petauridae). Petauroides volans, може ширяти більше ніж на 100 метрів і робити майже 90-градусні повороти. Посумові мають дуже спеціалізований раціон, що включає листя чотирьох видів фігових дерев (рід фікус). Геологічний спектр Pseudocheiridae простягається з міоцену до сьогодення.

## Склад родини
Родина Посумові (Pseudocheiridae)
- †Pildra
- †Paljara
- †Marlu
- †Pseudokoala
- Підродина Hemibelideinae
  - Рід Hemibelideus
    - Hemibelideus lemuroides

  - Рід Petauroides
    - Petauroides armillatus
    - Petauroides minor
    - Petauroides volans
- Підродина Pseudocheirinae
  - Рід Pseudocheirus
    - Pseudocheirus occidentalis
    - Pseudocheirus peregrinus

  - Рід Pseudochirulus
    - Pseudochirulus canescens
    - Pseudochirulus caroli
    - Pseudochirulus cinereus
    - Pseudochirulus forbesi
    - Pseudochirulus herbertensis
    - Pseudochirulus larvatus
    - Pseudochirulus mayeri
    - Pseudochirulus schlegelii
- Підродина Pseudochiropinae
  - Рід Pseudochirops
    - Pseudochirops albertisii
    - Pseudochirops archeri
    - Pseudochirops corinnae
    - Pseudochirops coronatus
    - Pseudochirops cupreus
    - Pseudochirops dahlii
    - †Pseudochirops winteri